# NGC 1375
NGC 1375 is een lensvormig sterrenstelsel in het sterrenbeeld Oven. Het hemelobject werd op 29 november 1837 ontdekt door de Britse astronoom John Herschel. NGC 1375 maakt deel uit van de kleine Fornaxcluster, die 58 sterrenstelsels bevat.

## Synoniemen
- ESO 358-24
- MCG -6-8-30
- AM 0333-352
- FCC 148
- PGC 13266